# Aéroport Yueyang-Sanhe
L'aéroport Yueyang-Sanhe chinois : 岳阳三荷机场 ; pinyin : yuèyáng sānhé jīchǎng, situé sur le canton de Sanhe (zh) (三荷乡) dont la construction a été approuvée en 2013, et était prévu, en juillet 2016 pour ouvrir en 2017. La piste devrait faire 2 600 mètres de long et l'aéroport prévoit 600 000 voyageurs par an pour 2020. À la suite de son ouverture ce 26 décembre 2018, il est le principal aéroport civil de la ville-préfecture.

## Statistiques
Pour des raisons techniques, il est temporairement impossible d'afficher le graphique qui aurait dû être présenté ici.

Voir la requête brute et les sources sur Wikidata.